# Sportpark Noorderhoek
Sportpark Noorderhoek is een voormalig sportpark in de stad Sneek.
Het sportpark bestond uit twee voetbalvelden, een gravelveld, het clubhuis van VV Black Boys, diverse kleedlokalen en een sporthal (de C. Kanhal).

## Historie
Na de opening van het park is het terrein door vele verenigingen gebruikt. Een van de hoofdgebruikers was VV Black Boys, dat hier haar thuiswedstrijden speelde. In 1968 is het park uitgebreid met veldverlichting. In 1973 werd het gravelveld aangelegd. Vier jaar later kreeg het clubhuis van VV Black Boys een grote renovatiebeurt.
Sinds 2002 maakte ook KV de Waterpoort gebruik van de buitenaccommodatie, na de sluiting van het sportveld op het Kaatsland. Het sportveld raakte later in verval en werd in 2006 gesloten. Van de plannen om woningen te bouwen op het terrein is tot op heden weinig terechtgekomen, het terrein ligt grotendeels braak. Wel is het volkstuinencomplex uitgebreid op een van de velden.
Sportpark Noorderhoek is vervangen door Sportcentrum Schuttersveld, dat slechts enkele honderden meters noordelijker ligt.